# Vega (Schiff, 1880)
Die Vega wurde von Kapitän Ram am Bolmen in den 1880er Jahren gebaut. Das Schiff war ein Eigenbau mit einem Rumpf aus Holz und Eisenspanten und verkehrte auf dem schwedischen See Unnen.

## Geschichte
Die Vega wurde 1893 an ein Unternehmen in Unnaryd verkauft, das Partner der Halmstad–Bolmens Järnvägsaktiebolag war, die ab dem Sommer 1893 die Bahnstrecke Åsen–Unnen zum Südufer des Unnen betrieb. Die Schifffahrtslinie stellte die Verbindung zum Nordufer nach Södra Unnaryd her.
1897 brannte die Vega bis zur Wasserlinie ab und wurde von dem Schiff Freya (die auch Kvick oder Bravo genannt wurde) ersetzt. Die Vega wurde wieder aufgebaut und die Freya wieder für den Holztransport über den See verwendet.
Das Unternehmen übertrug 1903 das Schiff an den Reeder Frans Andersson in Loshult.
1918 lag die Vega im Winter in Unnaryd. Wohl auf Grund des herrschenden Eisdrucks sank das Schiff. Andersson hatte begonnen, sich im Holzhandel zu engagieren, deshalb blieb die Vega auf Grund liegen.
Das Wrack wurde danach von den Brüdern Frans und Simon Björk erworben, die nach der Hebung des Schiffes den Rumpf um- und einen neuen Dampfkessel einbauten. Das Schiff wurde danach nur noch zum Holzschleppen verwendet und nicht mehr im regelmäßigen Personenverkehr eingesetzt.
1929 wurden die Vega und der Holzschleppbetrieb an David Lorentsson in Dyhult verkauft. Die Holztransporte über den See dauerten bis 1940. Während der letzten Transporte kam es immer wieder zu großen Problemen mit dem Schiff, bis es 1941 erneut sank.
Die Vega wurde dann nicht mehr genutzt und 1943 abgebrochen.